# بخش باریشسکی
بخش باریشسکی (به لاتین: Baryshsky District) یک منطقهٔ مسکونی در روسیه است که در استان اولیانوفسک واقع شده‌است.